# 地方分権
地方分権（ちほうぶんけん）は、特に政治・行政において統治権を中央政府から地方政府に部分的、あるいは全面的に移管する事を指す。対義語は中央集権。

## 特徴
総じて地方主義・民主主義にとっては有用であり、逆に国家主義・共産主義の面からは反対される部分が多い。

### 長所
- 地方・地域がそれぞれの事情に合った、より適切で柔軟な統治を行うことができる。
- 各地方・地域経済が活性化に成功した場合、それら地域の集合体である国家の国力増進に寄与する。主にアメリカ合衆国がこの好例として挙げられる。
- 中央政府が災害やテロなどにより、機能不全に陥った場合でも、国家統治のバックアップとして機能し、円滑で滞りない国家地域運営が可能となる。
- 特定の地域に分離独立運動が存在する場合、完全な独立と強制的な従属の折衷案となる。

### 短所
- 中央政府の権限が縮小されるため、国家全体での行動を起こす際により多くの調整が必要となる場合がある。
- 対象となる地方組織の規模が小さ過ぎると運営に支障を来す可能性がある。
- 地域間の競争による結果、これら地域間の貧富の格差が拡大してしまう、という懸念がある。

## 「地方分権」と「地域主権」
一部の政治家や団体などが、「地域主権」や「中央主権」という語を使用しているが、本来「主権」とは「国家の統治権」を意味する語であり、現在の日本では主権在民の思想の下、内閣総理大臣がそれを代行している。そのため、本来の意味からすれば、「地域主権」や「中央主権」という語は存在し得ない。
「地域主権」、「中央主権」における「主権」という語は、財源と権限における「主導権」の略、若しくは「主体性」の比喩表現として用いられており、「国家の統治権」を意味する所の「主権」とは異なる。以下に、「地域主権」「中央主権」という造語を使用する一部の政治家や団体の主張に沿った定義を記載する。
「地方分権」という場合、平成期の日本のように、中央政府が指揮命令権を持ったまま、地方を「出張所」として仕事を投げ売りするケースも起こり得る。このように、地方統治の合理化としての「地方分権」は、「中央分権」と揶揄されることもある。
この場合、地方が主体性を持つとの意味で、「地域主権」という語を用いて、「中央主権のままの『地方分権』」と区別することもある。
更に、「地方分権」や「地域主権」といっても、基礎自治体（市町村）が主体なのか、県が主体なのか、道州が主体なのか、というように、どの規模の地方自治体が主体性を持つかによって意味合いも異なる。

## 各国の事情
アメリカ合衆国など、連邦制を敷いている国家は地方分権的傾向が大きい。
（※ 基礎自治体を青、県規模の広域自治体を緑、道規模の広域自治体を赤で示す。）

### 日本
- 単位系：市・特別区・町・村＜都・府・県・道＜中央政府：二層制

江戸時代の日本は、幕府という中央政府は存在するが、藩に権限が下ろされていた。ただし、各藩の大名は、参勤交代による江戸への出張や、幕府の公共事業への強制的な出費や参加も命じられており、半ば中央統制的な面も有していた。
明治維新で廃藩置県が実施されると、欧米に対抗するため強固な中央集権体制を作り上げた。
2000年（平成12年）施行の「地方分権の推進を図るための関係法律の整備等に関する法律（通称：地方分権一括法）」では、機関委任事務が廃止され、国家と地方公共団体が名目上では対等な関係とされている。一方、1999年（平成11年）4月頃から2006年（平成18年）までに行われた平成の大合併は、形式的には基礎自治体間の自主的な合併をすすめるものであったが、『合併特例債による財政支援』と『地方交付税の削減』の組み合わせにより一部の自治体が合併をせざるを得ない状況に追い込まれ、また、合併新法で都道府県知事による合併推進勧告権の発動が定められていたために、「強制的合併」、「国・都道府県と市町村の対等関係の形骸化」と評価されることがある。
小泉純一郎政権は、「三位一体の改革」による地方分権を進めようとしていたが、地方への財源と権限の保障が曖昧であるため、地方公共団体からは「『地方主権』『自治型社会の実現』からは程遠い」と指摘する声も少なくない。他に実質的なアメリカやロシアの様な連邦制への移行を意味する道州制の導入を主張する政治家・政党・政治団体も存在する。

### アメリカ合衆国
- 単位系：シティ・タウン・ヴィレッジ＜カウンティ（郡）＜州＜連邦政府：三層制

アメリカ合衆国は、連邦政府の力が弱く、州（ステート）が大きい自治権を持つ地方分権国家である。二度の世界大戦と、戦間期の不況やニューディール政策期を経て、連邦政府の権限と影響力は大幅に拡大したものの、なお州が独自の立法権を持ち、それぞれ憲法や軍を所持しており、連邦政府の管轄は合衆国憲法で定められた分野に限定され、合衆国憲法の改正に州議会の承認が必要になるなど、各州が高い独自性と決定権を持つことに変わりはない。また、地方制度の構築に関する権限は、基本的に州に与えられており、具体的にどのような種類の地方団体が設けられるかは州およびその地域ごとに異なっている。
日本では町・村が全て市になると属していた郡が廃止されるが、アメリカではシティ（市）が傘下にあるカウンティ（郡）が存在する。

### ドイツ
- 単位系：ゲマインデ＜クライス＜ラント＜ブント（連邦政府）：三層制

ドイツ連邦共和国という名称にもあるように16の州（ラント）が強い自治権を持った連邦制であり、欧州主要国の中でも非常に地方分権の進んだ国家といえる。各州は独自の憲法と法体系を持ち、独自の行政権を持ち、司法権も州の権限が強い。地方制度に関する統一法典はなく、地方自治体の組織や運営については各州が制定する法律によってそれぞれ異なる制度が設けられている。バイエルン州などに見られるように、地方内での集権化により州都への一極集中が起こっている州も存在する。ゲマインデ（基礎自治体）は独自性も比較的強いが、（小さな）基礎自治体同士の広域連合体として、クライス（郡）が結成されている所もある。また、州政府の出張所（下部行政区画）をクライス（県）と呼ぶ州も存在する。
歴史的に見ると、ドイツは領邦国家（バイエルン王国、ハノーファー王国、プロイセン王国など）が分立していた期間が長く、ドイツ帝国時代も地方分権の気運が強かった。ヴァイマル共和政時代も地方分権制だったが、ナチ政権の時代になると州議会は解散させられ、州の行政権も中央に移されて強力な中央集権・中央主権体制が敷かれ、アドルフ・ヒトラーの独裁政権を作った。

### フランス
- 単位系：コミューン・カントン・アロンディスマン＜デパルトマン（県）＜レジオン（地域圏）＜中央政府：三層制

フランスは歴史的にも中央集権国家である。

### イタリア
- 単位系：コムーネ・ムニチーピオ・フラツィオーネ＜プロヴィンシア（県）＜レジョーネ（州）＜中央政府：三層制

サヴォイア家によるリソルジメント以降、一貫してフランス式の集権政策が導入され、地方言語・方言の弾圧や税収の再分配制度が推し進められた。この傾向はファシスト党時代を経た冷戦期にも維持され、政府による強力な地方政治への介入が続けられていた。同時に段階的ながら地方分権が進められたのも冷戦期であり、1948年に島嶼部であるシチリア島とサルデーニャ島、及び国境地帯に位置するトレンティーノ＝アルト・アディジェ州とヴァッレ・ダオスタ州に自治州が設置された。後に1963年になってフリウリ＝ヴェネツィア・ジュリア州が追加され、現在までに5つの自治州が存在している。
現在でもイタリア政府は中央政府を中心とした集権的支配体制を基本的に崩しておらず、税収も中央政府に集めてから再分配する事で地方の均一化・地方間格差の是正を推進している。この背景には先進地域である北部と後進地域である南部との間の深刻な南北格差がある。こうした状況から冷戦終結後にドイツ式の連邦制への移行を求める地域政党の政党連合・北部同盟が成立、タンジェントポリによる政界再編で一定の議席数を獲得した。しかし同時にファシスト党の後継政党である国民同盟（現在は与党・自由の国民に合流）も議席を伸ばし、連邦制を巡る激しい政治闘争が繰り広げられている。

### スペイン
- 単位系：都市＜県＜自治州＜中央政府：三層制

フランコ独裁体制下で極めて強権的な集権政策が取られ、国民の均一化を目指して地方文化の弾圧（地方言語を方言とし、更にその使用を禁止するなど）が推し進められた。
1977年に独裁政権が倒され王政復古すると、立憲君主制および間接民主制（議会制民主主義・代議制）の下、新政府は地方自治をスローガンの一つに掲げ、新スペイン憲法（スペイン1978年憲法）で「地方の自治と団結を保障」し、また「スペインは州（地方）の集合体である」と規定した。加えてヨーロッパで特に地方運動が激しい地域において行われていた自治州制度を全ての州に適用するとした。ただし各地方毎に地方主義への温度差が存在した事を考慮して、広範な自治権を複雑な手続きを経て選択するか、より簡易な手続きの代わりに僅かな自治権を獲得するかが各州で問われる事になった。結果、カタルーニャ・バレンシア・アラゴン・ガリシア・バスクなどが前者を選択し、それ以外の州は後者を選択した。
今日においても地方分権はスペイン人にとって重要な政治的テーマであり続けている。それは全体では多数派ではないものの、完全な独立を志向する勢力とフランコ時代の路線を継ぐ国家主義的な勢力の双方が存在している為でもある。